# 没庐·穷桑倭儿芒
没庐·穷桑倭儿芒（藏語：འབྲོ་ཅུང་བཟང་འོར་མང，威利转写：'bro cung bzang 'or mang，？—？）是吐蕃帝国的一位将军。他出身没庐氏家族，是吐蕃王室的外戚。
根据《吐蕃大事纪年》记载，728年，吐蕃大相韦·达扎恭略（悉诺逻恭禄）以谋反罪被处决，随后穷桑倭儿芒被赤德祖赞任命为大相。他也是吐蕃历史上第一位以外戚身份担任大相之人。
穷桑倭儿芒曾在726年、729年、731年、732年、743年和747年主持冬季盟会，742年又主持夏季盟会。他曾在730年负责收集草料食物的补给。735年，吐谷浑人叛乱，翌年他带兵前去镇压。后来，由末·结桑东则布继任大相之位。
| 没庐·穷桑倭儿芒                   |                          |                      |
| 前任： 韦·达扎恭略 （悉诺逻恭禄） | 吐蕃大贡论 728年—747年？ | 繼任： 末·结桑东则布 |